# Apocalypse (jeu vidéo)
Pour les articles homonymes, voir Apocalypse (homonymie).
Apocalypse est un jeu vidéo d'action développé par Neversoft et édité par Activision, sorti sur PlayStation en 1998. Le personnage principal est modelé de Bruce Willis et est doublé par l'acteur.
La version française du jeu bénéficie d'un doublage en français, réalisé avec le doubleur attitré de Bruce Willis, Patrick Poivey (qui a également doublé le personnage de l'acteur dans la version française du jeu vidéo Die Hard: Vendetta).

## Accueil
- GameSpot : 7,1/10[5]
- IGN : 7/10[6]